# Cheumatopsyche fusca
Cheumatopsyche fusca är en nattsländeart som först beskrevs av Navás 1936.  Cheumatopsyche fusca ingår i släktet Cheumatopsyche och familjen ryssjenattsländor. Inga underarter finns listade i Catalogue of Life.